# Catherine Wilkin
Pour les articles homonymes, voir Wilkin.
Catherine Wilkin (née le 22 août 1945 en Angleterre) est une actrice australienne. Elle est notamment connue pour avoir joué le rôle de Madame Reg dans la série télévisée Grand Galop.

## Carrière
Catherine Wilkin a participé à de nombreuses émissions télévisées australiennes, y compris des séries en y interprétant à la fois des rôles récurrents et ponctuels.
Elle a joué le personnage récurrent de l'avocat Kate McGrath dans Cop Shop in 1981. Son compagnon de l'époque, Bill Stalker, était à l'époque un acteur régulier de cette série. En 1983 elle a joué Janice Young dans Prisoner. Ses autres rôles incluent Pauline Grey dans Rafferty's Rules, Katherine Jensen dans Embassy, Sally Downie dans Blue Heelers ou encore Liz Ryan dans McLeod's Daughters.
Elle a également joué le rôle de Mme Regnery dans la série Grand Galop.
Sa carrière au théâtre comprend le rôle de mademoiselle Prism dans L'importance d'être Constant d'Oscar Wilde en 2010 pour l'Auckland Theatre Company.

## Vie personnelle
Elle a été blessée en novembre 1981 dans un accident de moto qui a conduit au décès de son compagnon de l'époque, Bill Stalker,,.

## Filmographie sélective
- 1979 : Close to Home (Anne)[5]
- 1983 : Prisoner (Janice Young)
- 1984 : Children of the Dog Star (Helen Elliott)
- 1984 : The Keepers (Aggie French)
- 1985 : The Flying Doctors (Pamela Stoneham)
- 1989 : Il Magistrato (Claire Boyd)
- 1990 : Embassy (Ambassador Katherine Jenson)
- 1997 : Océane (Madame President)
- 1998 : The Chosen (Andrea Gordon)
- 1997 - 1998 : Duggan (en) (Lynette Bridges)
- 1997 - 1999 : Blue Heelers (Sally Downie)
- 1999 - 2002 : Le Monde perdu (Adama)
- 2001 - ... : Grand Galop (Mme Reg)
- 2001 - 2006 : McLeod's Daughters (Liz Ryan)